# Sekcyjny
Sekcyjny:
1. dowódca sekcji[1];

Naramiennik sekcyjnego

2. najniższy stopień podoficerski Państwowej Straży Pożarnej (sekc.). Niższym stopniem jest starszy strażak, a wyższym starszy sekcyjny. Odpowiednik stopnia kaprala w Siłach Zbrojnych Rzeczypospolitej Polskiej, Straży Granicznej lub sierżanta Policji[2]. Stopień sekcyjnego nadawany jest strażakowi PSP, który ukończył pomyślnie szkolenie uzupełniające strażaka jednostki ochrony przeciwpożarowej (np. SP PSP w Bydgoszczy, SA PSP w Poznaniu oraz CS PSP w Częstochowie).